# 2月24日
2月24日是阳历（平年）年中的第55天，距一年的结束还有310天（闰年则还有311天）。

## 大事记

### 19世紀以前
- 303年：罗马帝国皇帝戴克里先发布首个迫害基督徒的法令。
- 947年：辽太宗耶律德光在开封改国号契丹为大辽。
- 1525年：哈布斯堡君主国军队在帕维亚之战击败法兰西王国军队，俘虏法国国王。
- 1582年：教宗额我略十三世发布教宗诏书《首要议题》，引入修改儒略历而成的公历。
- 1607年：義大利作曲家克勞迪奧·蒙台威爾第的首部歌劇《奧菲歐》在曼托瓦首次演出。
- 1711年：蓋歐格·弗里德里希·韓德爾的《里納爾多》首演，這是第一部專門為倫敦舞台創作的義大利歌劇。

### 19世紀
- 1803年：美国最高法院针对马伯利诉麦迪逊案做出违宪判决，首次确立最高法院的司法覆核权。
- 1824年：第一次英缅战争爆发。
- 1826年：緬甸貢榜王朝和英國不列顛東印度公司簽署《楊達坡條約》，結束第一次英緬戰爭。
- 1848年：随着法国国王路易-菲利普一世因为二月革命退位，法兰西第二共和国宣布建立。
- 1881年：沙俄與清政府签订《中俄伊犁条约》。

### 20世紀
- 1918年：爱沙尼亚宣布从俄罗斯独立。
- 1920年：阿道夫·希特勒在德國慕尼黑宣讀《二十五點綱領》，德國工人黨正式更名為納粹黨。
- 1933年：國際聯盟於大會上以40票對41票通過了國際聯盟調查團報告書的聲明。報告書指出滿洲主權屬於中華民國，日本違反國際聯盟盟約戰取中國領土並使之獨立；滿洲國是日本參謀本部指導組織的，其存在是因為日本軍隊的存在，滿洲國不是出自民族自決的運動；聲明認為日本應退出滿洲，滿洲由國際共管。
- 1942年：美国之音开播。
- 1942年：德意日三國同盟條約常任理事會在納粹德國外交部長里賓特洛甫主持下舉行會議，宣布“宣傳效果是我們開會的主要原因之一”。 三國代表們成立了一個宣傳委員會，然後無限期休會。
- 1946年：阿根廷劳工党候选人胡安·裴隆首次当选总统，其后裴隆主义成为阿根廷主流。
- 1949年：第一次中东战争：埃及与以色列签订停战协定。
- 1950年：中華民國立法院因國共內戰關係隨中央政府輾轉遷台，於中山堂舉行第一屆第5會期第1次會議，與會委員約三百八十餘名。其後並通過修改立法院組織法，將21個常設委員會縮編為12個常設委員會及其他特種委員會。
- 1953年：中華民國立法院廢止《中蘇友好同盟條約》並拒絕承認外蒙古獨立。
- 1967年：前納粹德國戰犯在慕尼黑判刑。
- 1976年：马来西亚、菲律宾、泰国、新加坡和印度尼西亚等国在印度尼西亚的峇里签订了《东南亚友好合作条约》。
- 1978年：台灣西部幹線鐵路電氣化第一期工程（基隆至竹南）完工正式通車。
- 1987年：SN 1987A爆发。
- 1989年：美國聯合航空811號班機在離開夏威夷檀香山國際機場後出現失控減壓，飛機座位被炸毀，造成9名乘客死亡。
- 1991年：波斯灣戰爭展開地面戰，連串攻勢令伊拉克部隊潰不成軍。

### 21世紀
- 2003年：中國新疆自治區伽師、巴楚兩縣發生黎克特制6.8強烈地震，260多人死亡，大量房屋倒塌。
- 2006年：菲律宾总统格洛丽亚·马卡帕加尔-阿罗约宣布国家进入紧急状态，试图阻止可能会发生的军事政变。
- 2008年：勞動人民進步黨總書記季米特里斯·赫里斯托菲亞斯當選賽普勒斯總統，成為歐盟國家中擔任國家元首的首位共產主義者。
- 2020年：马来西亚首相马哈迪·莫哈末向马来西亚最高元首苏丹阿都拉递交辞呈[1]，稍后亦辞去其担任的土团党主席职务，原因是发现自己失去多数党员的支持，土团党总裁慕尤丁也在同日发文告宣布退出希盟[2]。
- 2021年：電視廣播有限公司與香港音像聯盟就版權風波事件達成和解。
- 2022年：在經歷數個月的邊境危機後，俄羅斯地面部隊從多個方向全面入侵烏克蘭。

## 出生
- 1103年：鸟羽天皇，日本第74代天皇（1156年逝世）
- 1122年：金海陵王完颜亮，金朝皇帝（1161年逝世）
- 1304年：伊本·白图泰，摩洛哥大探險家（1377年逝世）
- 1463年：若望·皮科·德拉·米兰多拉，文艺复兴时期意大利哲学家（1494年逝世）
- 1500年：查理五世，神圣罗马帝国皇帝、西班牙国王（1558年逝世）
- 1519年：法蘭索瓦·德·吉斯，法國將領、政治人物（1563年逝世）
- 1536年：教宗克勉八世，羅馬主教（1605年逝世）
- 1547年：奧地利的唐胡安，尼德兰总督（1578年逝世）
- 1557年：马蒂亚斯，神圣罗马帝国皇帝（1619年逝世）
- 1664年：汤玛斯·纽科门，英国工程师、发明家（1729年逝世）
- 1722年：約翰·伯戈因，英國陸軍軍官、劇作家（1792年逝世）
- 1767年：拉玛二世，泰国曼谷王朝國王（1824年逝世）
- 1772年：威廉·H·克劳福德，美国战争部长、财政部长（1834年逝世）
- 1774年：阿道弗斯王子，剑桥公爵（1850年逝世）
- 1786年：威廉·格林，德国童話故事作家（1859年逝世）
- 1804年：，俄国物理學家（1865年逝世）
- 1828年：巴夏礼，英国驻清朝大使（1885年逝世）
- 1831年：列奥·冯·卡普里维，德意志帝国总理（1899年逝世）
- 1841年：卡尔·格雷贝，德国化学家（1927年逝世）
- 1842年：阿里格·博伊托，意大利文学家，作曲家（1918年逝世）
- 1842年：歐內斯特·奎斯特，法國印象派畫家（1931年逝世）
- 1852年：寺内正毅，日本政治人物，第18任内阁总理大臣（1919年逝世）
- 1874年：何那斯·华格纳，美国职棒大联盟选手（1955年逝世）
- 1878年：費利克斯·伯恩斯坦，德國數學家（1956年逝世）
- 1882年：多田骏，日本陆军大将（1948年逝世）
- 1885年：切斯特·威廉·尼米兹，美國海軍五星上將（1966年逝世）
- 1892年：康斯坦丁·亚历山大罗维奇·费定，俄国/苏联作家（1977年逝世）
- 1906年：贝托尔德，巴登藩侯（1963年逝世）
- 1907年：瑪羅麗·考特內-拉蒂邁，南非博物館員（2004年逝世）
- 1909年：奧古斯特·德雷斯，美國作家（1971年逝世）
- 1922年：理查德·哈密尔顿，英国艺术家（2011年逝世）
- 1927年：艾曼纽·丽娃，法国女演员（2017年逝世）
- 1931年：尤里·奧萊夫，以色列猶太兒童文學作家、翻譯家（2022年逝世）
- 1933年：犹大·福克曼，美国醫學專家（2008年逝世）
- 1933年：上田敏也，日本男性聲優（2022年逝世）
- 1934年：宾古·瓦·穆塔里卡，馬拉威政治人物，前任馬拉威總統（2012年逝世）
- 1934年：钟万勰，中國計算力學專家（2023年逝世）
- 1934年：貝爾納·查雷利，法國職業足球運動員（2024年逝世）
- 1934年：雷纳塔·史科朵，意大利女高音歌唱家、舞台导演
- 1940年：丹尼斯·勞，蘇格兰職業足球運動員（2025年逝世）
- 1942年：馬之秦，臺灣女演員、製作人（2022年逝世）
- 1942年：乔·利伯曼，美國政治人物，曾任康乃迪克州聯邦參議員（2024年逝世）
- 1943年：特里·塞梅尔，美國企業主管，Yahoo前董事長兼首席执行官
- 1944年：戴维·瓦恩兰，美國物理學家，2012年诺贝尔物理学奖得主
- 1946年：格列戈里·马尔古利斯，俄裔美國數學家
- 1947年：鄭少秋，香港演員
- 1947年：曹興誠，聯華電子榮譽董事長
- 1947年：爱德华·詹姆斯·奥莫斯，美国著名男演员
- 1948年：沃爾特·史密斯，英國前足球運動員（2021年逝世）
- 1951年：劉培基，香港著名時裝設計師
- 1953年：羅范椒芬，香港政界人物
- 1955年：，美國苹果电脑公司創辦人，NeXT首席执行官，Pixar动画工作室首席执行官（2011年逝世）
- 1955年：亞倫·保魯斯，法國一級方程式賽車手
- 1959年：歐文·格萊伯曼，美國影評人
- 1961年：艾力克·罗尚，法国导演、编剧
- 1963年：卡洛，两西西里王子
- 1963年：山傑·李拉·班沙里，印度电影导演
- 1964年：邵仲衡，香港男演員
- 1964年：長嶝高士，日本男性聲優
- 1965年：漢斯-迪特·弗利克，德國職業足球運動員、教練
- 1967年：布莱恩·施密特，澳洲天文學家，2011年诺贝尔物理学奖得主
- 1969年：伍詠薇，香港女演員
- 1971年：佩德罗·德·拉·罗萨，西班牙一級方程式賽車手
- 1972年：吳家樂，香港男演員
- 1972年：特奥多尔·库伦齐斯，希腊裔俄罗斯指挥家、音乐家、演员
- 1973年：菲利普·罗斯勒，德国自民党主席，前联邦卫生部部长
- 1974年：麦克·洛威尔，美国职业棒球手
- 1975年：潘文迪，香港足球評述員、運動員
- 1976年：尤瓦爾·哈拉瑞，以色列歷史學家
- 1976年：扎克·约翰逊，美国高尔夫球名手
- 1976年：揚·庫姆，烏克蘭裔美國商人、電腦工程師，WhatsApp的共同創辦人兼前執行長
- 1977年：利贝罗·德·里恩佐，義大利電影演員、導演和編劇（2021年逝世）
- 1977年：布洛申·阿罗约，美国职业棒球手
- 1978年：竹宮悠由子，日本女性小說家
- 1978年：姜熙建，韓國主持人，組合Leessang成員
- 1978年：，英格兰足球运动员
- 1980年：中邑真輔，日本職業摔角選手
- 1981年：奧田惠梨華，日本女演員
- 1981年：莱顿·休伊特，澳洲網球運動員
- 1982年：陳法拉，香港女演員
- 1982年：程文欣，台湾女子羽毛球运动员
- 1982年：Melody.，日本女歌手、节目主持人
- 1983年：聖地亞哥·岡薩雷斯，墨西哥職業網球運動員
- 1985年：威廉·奎斯特，丹麦足球运动员
- 1985年：普莉希拉·陈，美国慈善家及儿科医生
- 1986年：李雪瑩，香港女演員
- 1987年：岩佐真悠子，日本女演員
- 1987年：金圭鐘，韓國男子偶像團體SS501成員
- 1989年：丹尼爾·卡盧亞，烏干達裔英國男演員、喜劇演員、編劇
- 1991年：羅惠美，韓國女演員
- 1991年：許俊豪，香港男歌手、演員
- 1992年：矢野茜，日本原畫師、作畫監督
- 1993年：艾蜜莉·路德，美國女演員
- 1994年：岑日珈，香港女歌手
- 1995年：福西勝也，日本男性聲優
- 1997年：矢倉楓子，日本女子偶像團體NMB48成員
- 1997年：謝定峰，馬來西亞男子羽球運動員
- 1999年：伊駒百合繪，日本女性聲優
- 2000年：米穀奈奈未，日本女子偶像團體櫸坂46成員
- 2002年：丁程鑫，中國男子偶像團體時代少年團成員
- 生年不詳：伏見春香，日本女性聲優

## 逝世
- 616年：艾塞爾伯特，肯特國王（約550年出生）
- 1281年：瑪·登哈一世，東方亞述教會牧首，曾提拔“一位來自中國的神父”成為總主教，後來該名主教當選下任牧首（生年不詳）
- 1825年：托馬斯·鮑德勒，英國內科醫生（1754年出生）
- 1851年：迪恩·穆罕默德，印度旅行家、作家、外科醫生、企業家（約1759年出生）
- 1856年：尼古拉·羅巴切夫斯基，俄羅斯數學家（1792年出生）
- 1876年：，賴比瑞亞政治人物，第1、7任賴比瑞亞總統（1809年出生）
- 1917年：陸佑，馬來西亞華僑實業家、金融家、慈善家（1846年出生）
- 1934年：直木三十五，日本小說家、編劇、導演（1891年出生）
- 1935年：何叔衡，中國共產黨最早的黨員之一（1876年出生）
- 1942年：安東·德萊克斯勒，德國政治人物，德國工人黨及納粹黨主席（1884年出生）
- 1950年：C·R·白克，英國遠東商人，祥茂洋行合夥人（1874年出生）
- 1958年：尼古拉·亞歷山德羅維奇·布爾加寧，蘇聯政治家、國務活動家，曾任蘇聯部長會議主席（1895年出生）
- 1962年：胡適，中國文學家，外交家（1891年出生）
- 2001年：，美國數學家、電子工程師、密碼學家，被譽為資訊理論的創始人（1916年出生）
- 2002年：里歐·歐恩斯坦，美國實驗作曲家、鋼琴家（1895年出生）
- 2005年：朱漢華，香港政界人物（1950年出生）
- 2006年：杜希德，英國漢學家，歷史學家（1925年出生）
- 2010年：洪一峰，台灣歌手（1927年出生）
- 2010年：宮粉紅，香港粵劇紅伶（1911年出生）
- 2014年：哈羅德·雷米斯，美國男演員、喜劇演員、導演、編劇（1944年出生）
- 2015年：蕭泰然，臺灣音樂家，有「臺灣的拉赫曼尼諾夫」之稱[3]（1938年出生）
- 2018年：詩麗黛瑋，印度女影星（1963年出生）
- 2019年：安托万·基赞加，剛果民主共和國政治人物，第21任剛果民主共和國總理（1925年出生）
- 2019年：李學勤，中國歷史學家、考古學家（1933年出生）
- 2020年：，美國數學家、物理學家（1918年出生）
- 2020年：克萊夫·卡斯勒，美國冒險小說作家（1931年出生）
- 2022年：妮達·帕查娜維拉潘，泰國女演員、模特兒、歌手（1984年出生）
- 2022年：維塔利·斯卡昆，烏克蘭戰鬥工兵、烏克蘭英雄（1996年出生）
- 2023年：沃爾特·米里施，美國電影製片人（1921年出生）
- 2025年：弗蘭克·威斯納，美國商人、外交官（1938年出生）
- 2025年：楊文欣，臺灣政治人物（1962年出生）

## 节假日和习俗
- 第三世界青年日[來源請求]
- 國際討厭香菜日[4]
- 阿曼：教師節
- 伊朗：工程師節
- 墨西哥：國旗日
- 爱沙尼亚：國慶日
- 瑞典：瑞典芬蘭族日